# 5′非翻译区
5′非翻译区（5′ UTR）是指成熟mRNA位于编码区（CDS）上游、5′端帽下游不被翻译为蛋白质的区域。
5′非翻译区从转录起始位点开始，在起始密码子的前一个核苷酸处结束，可以包含通过调控元件控制基因表达的元件。在原核生物中，5′非翻译区通常含有核糖体结合位点（RBS），即夏因-达尔加诺序列（AGGAGGU）。
真核生物5′非翻译区的中位数长度一般约为150核苷酸（nt），但有些可长达数千碱基。有些病毒和细胞的基因有着非常长和结构性的5′非翻译区，这可能会影响基因表达。平均而言，3′非翻译区往往是5′非翻译区的两倍长。原核生物mRNA的5′非翻译区通常更短。

mRNA结构，比例近似为人类mRNA，其5′非翻译区中位数长度为170核苷酸

5′非翻译区雖然不翻譯為蛋白，但可能含有以下调控序列：
- 蛋白质结合位点，这可能会影响mRNA的稳定性或翻译，例如应答铁离子调控基因表达的铁反应元件。
- 核糖开关。
- 促进或抑制翻译起始的序列。
- 5′非翻译区内的内含子与调控基因表达和mRNA出核转运有关。[2]

选择性剪接和转录起始位点的变化可以产生替代5′非翻译区。5′非翻译区的多样性会导致其基因表达的变化，这是由选择性5′非翻译区内包含的调控元件决定的。5′非翻译区内的序列突变或长度改变已被证实与多种人类疾病有关，例如遗传性血小板增多症。